# Marilyn Monroe (canción)
«Marilyn Monroe» es una canción escrita e interpretada, por el cantautor y productor musical estadounidense Pharrell Williams usada como segundo sencillo de su álbum G I R L en 2014. La canción hace mención a la modelo, cantante y actriz del siglo XX Marilyn Monroe, al igual que a Cleopatra y a Juana de Arco.
El 10 de marzo de 2014, el sencillo fue puesto como el segundo oficial del álbum y se promovió a todos los proveedores de descargas digitales.

## Producción
La canción fue escrita y producida por el mismo Pharrell, mientras que la parte de la intro con instrumentos de viento fue compuesto por la violinista Ann Marie Calhoun. Kelly Osbourne aportó los coros en la canción. En esta se hace mención a la actriz y modelo popular del siglo XX Marilyn Monroe argumentando que "Ni siquiera Marilyn Monroe se compara con su Chica". También refiriéndose a lo mismo, Pharrell hace mención de, la última reina egipcia, Cleopatra y a la santa francesa Juana de Arco.

## Video musical
El video musical de la canción fue lanzado el 23 de abril de 2014. Hasta ahora ha acumulado más de 59 millones de visualizaciones en YouTube.

## Posiciones
| Lista (2014)                                    | Mejor posición |
| ----------------------------------------------- | -------------- |
| Bélgica (Flandes) (Ultratop 50)                 | 31             |
| Belgium Dance (Ultratop Flanders)               | 7              |
| Belgium Urban (Ultratop Flanders)               | 5              |
| Bélgica (Valonia) (Ultratop 50)                 | 49             |
| Belgium Dance (Ultratop Wallonia)               | 11             |
| Francia (SNEP)                                  | 42             |
| Países Bajos (Dutch Top 40)                     | 14             |
| Países Bajos (Mega Single Top 100)              | 18             |
| South Korea (Gaon International Chart)          | 6              |
| Reino Unido (UK R&B Chart)                      | 36             |
| UK Singles (Official Charts Company)            | 178            |
| US Bubbling Under R&B/Hip-Hop Songs (Billboard) | 7              |

## Recepción crítica
La canción recibió críticas positivas.
La revista del Billboard dio una buena crítica a la canción argumentando "El primer sonido del álbum es una diana cadena extendida interpretada por una orquesta de 30 piezas, dando la bienvenida oyentes en estilo cinematográfico. "Marilyn Monroe" pivota en un "Thriller"-esque lubricante pista de baile, con una exhortación de "todos bailan y elevar el uno al otro."

## Historial de lanzamientos
| Región          | Fecha                 | Formato          | Discográfica   |
| --------------- | --------------------- | ---------------- | -------------- |
| Edición mundial | 27 de febrero de 2014 | Streaming        |                |
| Edición mundial | 10 de marzo de 2014   | Descarga digital | Back Lot Music |